# Eric Älf
Eric Älf, född 29 november 1696 i Norrköping, Östergötlands län, död 16 november 1732 i Kvillinge församling, Östergötlands län, var en svensk präst.

## Biografi
Eric Älf föddes 1696 i Norrköping. Han var son till kyrkoherden Samuel Älf och Brita Wallenström i Kvillinge församling. Älf studerade i Linköping och blev 1715 student vid Uppsala universitet, där han 26 juli  1723 avlade filosofie kandidatexamen. Han prästvigdes 28 januari 1724 och blev huspredikant på Charlottenborg i Vinnerstads församling. Den 14 april 1724 blev han kyrkoherde i Kvillinge församling. Han avled i 1732 i Kvillinge församling.

### Familj
Älf gifte 16 mars 1726 med Elisabeth Rydelius (1710–1756). Hon var dotter till kyrkoherden Jonas Johannis Rydelius i Veta församling och Anna Lysing. De fick tillsammans barnen domprosten Samuel Älf i Linköping och Anna Brita Älf som var gift med lektorn i grekiska Magnus Fallerstedt i Linköping och assessorn Lars Sparschuch.